# Max-Schultze-Steig

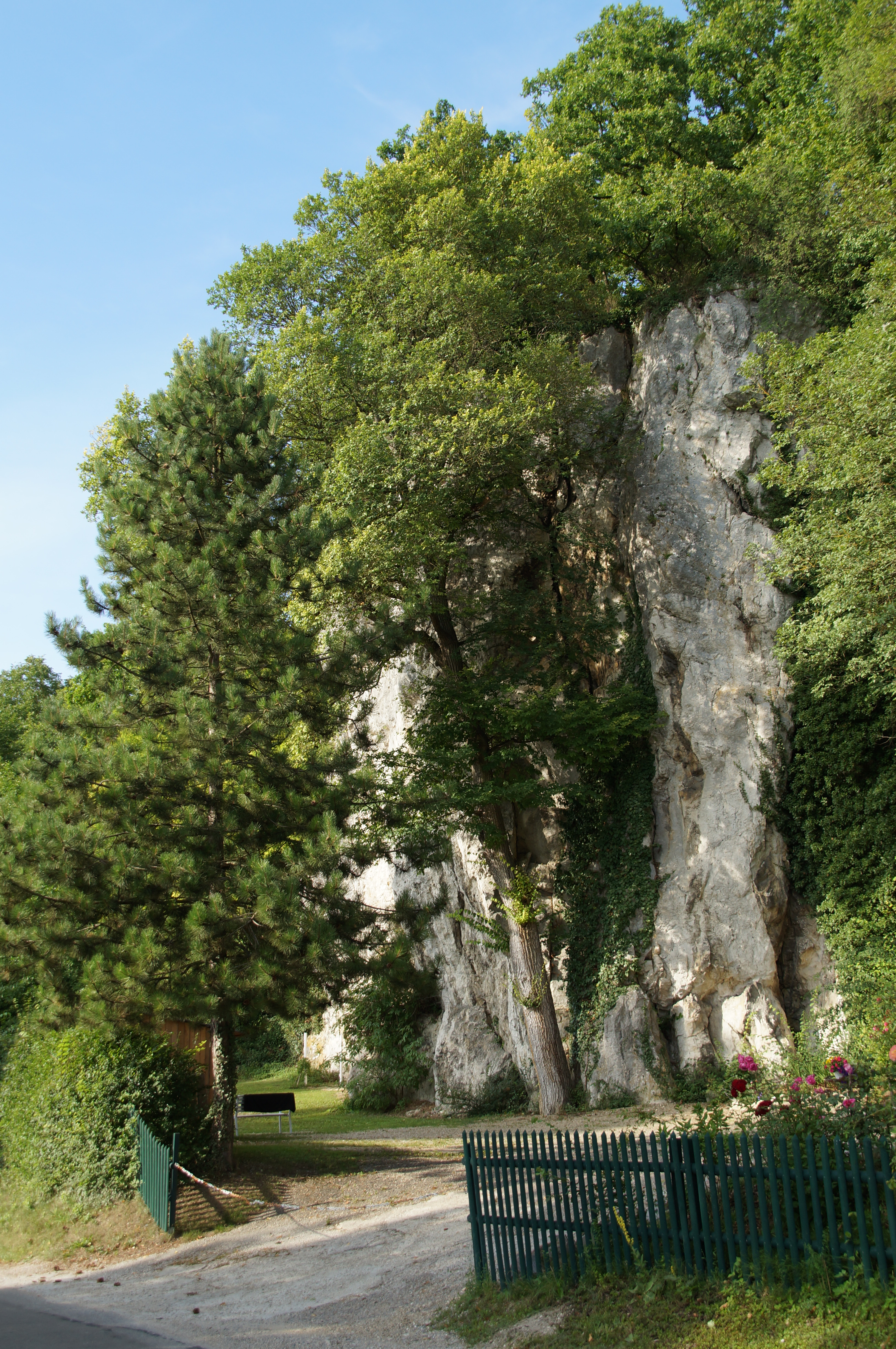
Felsformation nahe dem Schwalbennest

Der Max-Schultze-Steig ist ein etwa 2,2 Kilometer langes und bis zu 300 Meter breites Hanggelände am rechten Ufer der Donau, am Südwesteck von Regensburg. Ein zwölf Hektar großes Gebiet steht unter Naturschutz und gehört teilweise zur Stadt Regensburg, teilweise zur Gemeinde Pentling, Landkreis Regensburg. Über zwanzig markante Felstürme aus Kalkstein der Jura- bzw. Kreide-Zeit mit über 20 Metern Höhe prägen das Erscheinungsbild des Geländes.

## Geschichte
1905 war begonnen worden Kalksteinvorkommen abzubauen; entsprechende Sprengspuren sind bis heute erkennbar. Der Architekt und aktive Naturschützer Max Schultze, Fürstl. Thurn und Taxis'scher Oberbaurat in Regensburg, erwarb 1906 insgesamt elf Grundstücke um diese vor weiterem Abbau zu retten. Er schenkte 1912 das einen Kilometer lange und bis zu 300 Meter breite Gelände der Stadt Regensburg mit der Auflage, „es immer in seinem natürlichen Zustand zu belassen“. 1921 wurde es unter Naturschutz gestellt. Innerhalb des Naturschutzgebietes Max-Schultze-Steig schließt sich südlich an das von Schultze gekaufte Gebiet der "Hoppefelsen" an. Der Hoppe- oder Schutzfelsen wurde ebenfalls 1906 aus Naturschutzgründen aufgekauft. Käufer war die Königlich-bayerische botanische Gesellschaft Regensburger (heute: Regensburgische botanische Gesellschaft von 1790 e. V.).
Auf dem Hoppefelsen wurde am 15. Mai 1790 diese Gesellschaft gegründet – die älteste ihrer Art weltweit. Ein weiteres Grundstück, heute Waldvereinsschlucht genannt, wurde ebenfalls 1906 durch den Waldverein Regensburg zum Schutz vor Sprengung gekauft, finanziell unterstützt von Fürst Albert I. von Thurn und Taxis.
Das Naturschutzgebiet, ein bedeutendes Naherholungsgebiet für die Großstadt Regensburg, wird seit 1965 von einer über die Donau führenden Autobahnbrücke (A3) in zwei Hälften geteilt.
Von 1907 bis etwa 1970 pflegte der Waldverein Regensburg das Gebiet, d. h., er sorgte für die Instandhaltung von Geländern und Ruhebänken, markierte den Wanderweg durch das Naturschutzgebiet. Der auf der Hochfläche verlaufende Steig wurde in seiner Nordhälfte 1907 durch den Waldverein Regensburg angelegt. Der südliche Teil des Steiges bestand spätestens seit 1829 und führte vom Schutzfelsen in östlicher Richtung bis zum heutigen Eseltal, und von dort ebenfalls nach Osten bis Regensburg.
Zur Zeit Max Schultzes war mit zwei Ausnahmen (Wald und Weinberg) der gesamte Donauuferstreifen Weidefläche für Schafe und Kühe. Nach dem Ende der Beweidung wuchs das Naturschutzgebiet mit Büschen und Bäumen dschungelartig zu. Seit 2003 wird auf einem Hangstück wieder Schafwirtschaft betrieben. 2007 und 2010 wurden durch das Stadtgartenamt Regensburg, verantwortlich für das Naturschutzgebiet ist die Regierung der Oberpfalz, zwei größere Felsobjekte vom Pflanzenwuchs befreit; diese wirken nun wieder so prächtig wie zu Max Schultzes Zeiten. Das Areal ist auch Bestandteil des Fauna-Flora-Habitat-Gebiets Trockenhänge bei Regensburg (FFH-Nr. 6938-301; WDPA-Nr. 555521762).

## Geologische Besonderheiten
Im Naturschutzgebiet Max-Schultze-Steig befinden sich etwa dreißig kleinere Höhlen. Davon sind geologisch die "Carl-Wilhelm-von-Gümbel-Höhle" und die "Schutzfelsenhöhle" von besonderer Bedeutung. Beide Höhlen fielen größtenteils Sprengungen im Jahre 1906 zum Opfer. In den Höhlenresten der Schutzfelsenhöhle ist erkennbar, dass es sich um eine ehemalige Doline der unteren Kreidezeit im Jurakalkstein handelt, die mit Sedimenten (Sande der "Schutzfelsenschicht") der Oberen Kreidezeit verfüllt und später teilweise wieder ausgeräumt worden ist. Diese Höhle gehört seit 2005 als Nr. 56 zu den hundert bedeutendsten Geotopen Bayerns. Die Carl-Wilhelm-von-Gümbel-Höhle besteht in ihrem unteren Raumteil aus Kalkstein des Jura, der obere Höhlenteil besteht aus Schutzfelsenschicht (verschiedenfarbige Sande des Kreidemeeres und Flussgeröll mit Granitanteilen der östlichen Böhmischen Masse) der Oberen Kreidezeit.

### Geotop

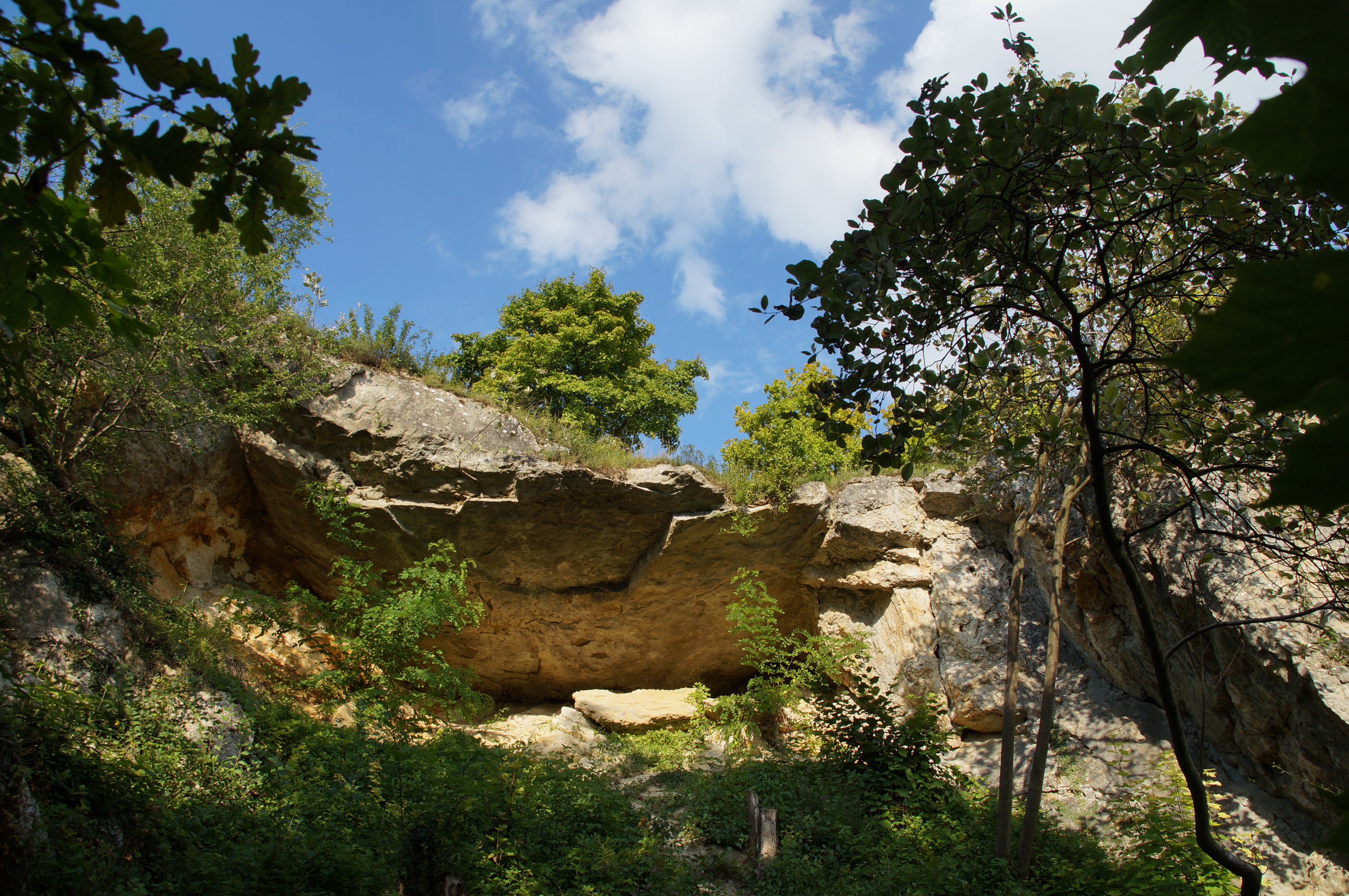
Schutzfelsen bei Pentling

Der Schutzfelsen  ist als Geotop ausgewiesen und als wertvoll eingestuft. Hier ist die Typlokalität der Schutzfels-Formation aufgeschlossen. In einer in der Unterkreidezeit gebildeten Karsthohlform in massigen Kalksteinen liegen die tonig-sandigen Ablagerungen der Schutzfels-Formation. Da diese leicht verwittern hat sich in diesem Bereich eine Halbhöhle gebildet, die Schutz vor Wetterunbilden bietet (daher der Name Schutzfelsen). Das Dach dieser Halbhöhle bildet der Grünsandstein der Regensburg-Formation, an dessen Basis ein Transgressionskonglomerat entwickelt ist.

## Botanische Besonderheiten
Dank der Hanglage direkt an der Donau liegt das Gebiet in einem relativ milden Klima. Hier haben seltene Pflanzen ein Rückzugsgebiet gefunden wie es nur noch im Gebiet des "Alpinen Steigs" bei Schönhofen, im Tal der Schwarzen Laaber, wenige Kilometer westlich vom Max-Schultze-Steig, vorhanden ist. Einige Pflanzen aus dem westasiatischen Steppenraum sind nur in diesen beiden kleinen Gebieten in Bayern anzutreffen.

## Erforschung
Die Botanik des Gebietes wurde um 1790 von David Heinrich Hoppe erforscht und anschließend mehrfach umfangreich erfasst.
1853 erfolgte eine erste bekannte geologische Erforschung durch Carl Wilhelm von Gümbel unter anderen am Schwalbennest-Felsen und an der Schutzfelsenhöhle. Von 1998 bis 2009 wurden die Karstobjekte (Höhlen und Strudellöcher) des Max-Schultze-Steigs von Höhlenforschern aus Regensburg, Ingolstadt und Nürnberg mit Genehmigung der zuständigen Umweltschutzbehörde erforscht und dokumentiert. Im Verlauf dieser Forschungsarbeiten wurde ein Objekt „Max Schultze Höhle“ benannt.

## Schutzmaßnahmen
Zum Schutz der Natur ist es durch behördliche Verfügung untersagt, im Naturschutzgebiet die Wege zu verlassen oder auf Wegen Fahrrad zu fahren. Pflanzen dürfen nicht zerstört oder entfernt werden. Mit einer Ausnahme gilt im gesamten Naturschutzgebiet ein Kletterverbot.

## Quelle
- Werner Dechent, Max Schultze Biografie, unveröffentlicht, Regensburg 2007